# Bijan Khadem-Missagh
Bijan Khadem-Missagh (persisch: بیژن خادم میثاق; * 26. Oktober 1948 in Teheran) ist ein österreichischer Violinist, Komponist und Dirigent iranischer Abstammung. Er ist Gründer und war bis 2016 künstlerischer Leiter des Internationalen Kammermusikfestivals Allegro Vivo.

## Leben und Wirken

### Herkunft und Ausbildung
Khadem-Missagh wurde als Kind einer Musikerfamilie in Teheran, der Hauptstadt des Iran, geboren und wuchs seit 1958 in Wien auf. Er studierte zuerst bei seinem Vater Ata Khadem-Missagh (Konzertmeister der Teheraner Symphoniker) und dann an der Universität für Musik und darstellende Kunst in Wien bei den Professoren Ernst Morawec, Edith Steinbauer, Franz Samohyl, Erwin Ratz, Heinrich Gattermeyer sowie Hans Swarowsky und schloss mit Auszeichnung ab.

### Konzerte und Festivals
Khadem-Missagh feierte ein frühes Debüt als Violinsolist, woran zahlreiche internationale Konzertreisen knüpften. 1971 wurde er Erster Konzertmeister des Niederösterreichischen Tonkünstlerorchesters. Im selben Jahr gewann er den Grand Prix beim Internationalen Kammermusikwettbewerb in Colmar, Frankreich. Ebenfalls 1971 gründete er das Eurasia Quartett und 1977 das Tonkünstler Kammerorchester, später genannt Academia Allegro Vivo. 1979 gründete er Allegro Vivo, das Internationale Kammermusikfestival in Horn, wo auch die Sommerakademie stattfindet, wo junge Musiker Meisterkurse absolvieren können. Allegro Vivo versteht sich auch als „Ort der Begegnung und fixer Bestandteil des öffentlichen Lebens der Region“. Von 1980 bis 1990 war der Musiker künstlerischer Leiter des Midsummer Music Festivals in Umeå, Schweden. 1981 gründete er die Badener Beethoventage in Baden, deren künstlerischer Leiter er bis 1998 war. 1997 gründete er GlobArt – Connecting Worlds of Arts and Sciences in Krems, es handelt sich hierbei um eine Stiftung, deren alljährliche Akademie als „Treffpunkt für Impulsgeber und Vordenker der ganzen Welt“ verstanden werden will; Khadem-Missagh wird als Ehrenpräsident gelistet. Von 1991 bis 2000 war er künstlerischer Leiter des Musik Forum Landegg in der Schweiz.
Bijan Khadem-Missagh leitete Allegro Vivo bis 2016, ehe sein Sohn Vahid die Leitung übernahm.
Zahlreiche Tonträger-, Radio- und Fernsehaufnahmen – insbesondere Zusammenarbeit mit dem ORF und EMI Columbia – zeugen von einem regen Schaffen.

### Kompositorisches Schaffen
Bijan Khadem-Missaghs kompositorisches Schaffen ist durch seine Beziehung zur konzertanten Musikwelt gekennzeichnet. Prägend für seine Werke sind die Jahre der Zusammenarbeit mit der Singgruppe „Dawn-Breakers“, die er 1970 in Wien gegründet und bis 1992 geleitet hat. Der menschlichen Stimme wird Vorrang eingeräumt. Seine Zielsetzung besteht in der Übereinstimmung zwischen Wort und Musik, wobei ihm die Auswahl der Texte, die vor allem geistigen Charakter haben, ein Anliegen ist. Khadem-Missagh bleibt in der Tonalität, bekennt sich zu den Traditionen vorhandener Kulturen, ohne jedoch die Erneuerungen des 20. Jahrhunderts zu verleugnen. Grenzen zwischen E- und U-Musik werden bewusst überschritten.

### Publikationen
- „Das Musische als Lebensweise“ ist der Titel des Buches von Bijan Khadem-Missagh, das 1998 im Horizonte Verlag erschien; mit einem Nachwort von Frederick Mayer (Mitglied des Club of Rome). 2003 kam es auf Slowakisch heraus.
- 1988 erschien das Buch „Allegro Vivo“ - 10 Jahre Internationales Kammermusik Festival Austria.
- 1993 zum 15-jährigen Jubiläum des Festivals erschien das Buch „Das Waldviertel als Musikviertel“.
- 2003 „Fortissimo für die Kammermusik“  erschien im Verlag Bibliothek der Provinz.
- 2009 „In Bewegung“ Allegro Vivo
- 2020 „Mach den Schritt zur Seite!“ Aphorismen und Gedanken von Bijan Khadem-Missagh, Shira Publishing.[5]
- 2022 „Schwinge dich auf“, 34 Vertonungen und Kompositionen, Bahá’í Verlag Deutschland/Hofheim.[6]

### Lehrtätigkeiten
1988 bis 2010 war Khadem-Missagh Professor am Joseph Matthias Hauer Konservatorium in Wiener Neustadt.
Seine Meisterkurse für Violine finden seit 1979 in der Sommerakademie des Festivals Allegro Vivo statt.

### Familie
1975 heiratete er Shirin, geb. Nooreyezdan, eine Musikerin und Musikpädagogin, die seit 1980 Ethik und Charakterbildung für Kinder in Baden unterrichtete. Sie verstarb im Jahr 2016. Der Ehe entstammen drei Kinder, die ebenfalls professionelle Musiker sind: Sohn Vahid ist Violinist, Tochter Martha Violinistin und Dorothy ist Pianistin.

## Widmungen
Komponisten verschiedener Länder, darunter Karl Heinz Füssl, Lasse Thoresen, Alexander Vujic, Kurt Rapf, Karl Etti, Andreas Baksa, Alexander Rahbari, Heinrich Gattermeyer, Ulf-Diether Soyka, Robert Stiegler, Leo Schmetterer, Franz Thürauer und Herbert Zagler, widmeten  Khadem-Missagh  Werke.

## Komponisten von Auftragswerken und Uraufführungen im Rahmen von Allegro Vivo
- 1977 Alexander (Ali) Rahbari
- 1988 Kurt Rapf, Andreas Baksa
- 1992 Karl Heinz Füssl
- 1993 Weijie Gao
- 1994 Gottfried von Einem
- 1996 Robert Stiegler, Peter Hrncirik, Michael Neunteufel, Ulf-Dieter Soyka
- 1997 Andreas Etlinger, Michael Salomon, Leopold Schmetterer, Silvia Sommer, Gwendolyn Watson
- 1998 Heinrich Gattermeyer, Ladislav Lesko / Oto Vrhovnik
- 1999 Kurt Rapf, Reza Najfar
- 2000 Peter Hrncirik, Michael Salomon
- 2001 Wolfgang Mayer, Leopold Schmetterer
- 2002 Werner Schulze
- 2003 Ulrich Küchl, Robert Stiegler, Tolib Shakhidi
- 2005 Emanuel Schulz, Peter Hrncirik
- 2006 Markus Pfandler, Kornel Thomas
- 2007 Astrid Spitznagel, Silvia Sommer, Perikles Liakakis, Helmut Scherner
- 2014 Flora Marlene Geißelbrecht

## Auszeichnungen und Ehrungen
- 1987: Kulturförderungspreis der Stadt Baden
- 1991: Die CD „Mozart – Sinfonia Concertante, Divertimenti“ wurde durch die Fachzeitschrift „Manual“ als beste Produktion im Mozartjahr ausgezeichnet
- 1991: Ehrendiplom des Opernhauses Duschanbe, Tadjikistan
- 1993: Silbernes Ehrenzeichen für Verdienste um das Bundesland Niederösterreich
- 1994: Kulturpreis der Stadt Baden
- 1998: Österreichisches Ehrenkreuz für Wissenschaft und Kunst[10]
- 1999: Goldene Ehrennadel der Gemeinde Altenburg
- 2001: Albert Schweitzer Ehrenmedaille für Wissenschaft und Kunst
- 2003: Ehrenplakette der Stadt Horn
- 2004: Berufstitel Professor
- 2008: Goldenes Ehrenzeichen für Verdienste um das Bundesland Niederösterreich
- 2014: Großes Goldenes Ehrenzeichen für Verdienste um das Bundesland Niederösterreich
- 2014: NÖN-Leopold, Kategorie Kultur als Künstler des Jahres
- 2019: Würdigungsmedaille in Gold der Universität für Musik und darstellende Kunst Wien für besondere Verdienste um die von der mdw vertretenen Künste
- 2019: Gläserner Leopold des Bundeslandes Niederösterreich
- 2021: Kulturpreis des Landes Niederösterreich - Würdigungspreis Musik[11]

Der Musiker wird für sein künstlerisches Wirken sowie für sein soziales und humanitäres, Länder übergreifendes Engagement sehr geschätzt.